# Kisapáti
Kisapáti est un village et une commune du comitat de Veszprém en Hongrie.